# Basilica di Sant'Abbondio
La basilica di Sant'Abbondio è una chiesa romanica di Como. Nella chiesa - la terza in ordine cronologico ad essere stata costruita in città - sono tumulati quindici santi vescovi di Como. Al suo interno conserva un ciclo di affreschi di epoca medievale. Di fianco alla basilica sorge un monastero costruito nel Medioevo, il quale, dopo essere stato restaurato, ospita la facoltà di Giurisprudenza, Scienze del Turismo e Mediazione Linguistica dell'Università degli Studi dell'Insubria.

## Storia
La basilica venne edificata sul luogo di una preesistente basilica paleocristiana del V secolo, intitolata ai santi apostoli Pietro e Paolo, e avente funzioni di chiesa cimiteriale. A sua volta, la basilica dei Santi Pietro e Paolo venne costruita su una base composta da massi erratici e avelli, non lontano da un tempio romano del III secolo dedicato al dio Sole. 
Secondo la tradizione tramandata da Paolo Giovio, la chiesa dei Santi Pietro e Paolo sarebbe stata costruita per volere di Amanzio (terzo vescovo di Como dopo Felice e Provino e predecessore di Abbondio, attuale patrono della diocesi di Como): da un viaggio a Roma, Amanzio avrebbe portato a Como alcune reliquie degli apostoli Pietro e Paolo e per esse avrebbe fatto edificare una nuova chiesa, 1000 metri circa fuori le mura, oltre il fiume Cosia, lungo la Via Regina.
Nell'818 la basilica fu dedicata a Sant'Abbondio. All'anno successivo risale l'istituzione di un Capitolo di canonici incaricati, tra l'altro, delle funzioni religiose dedicate a Santa Pelagia e Sant'Abbondio.
Nel 902 l'imperatore Ludovico III donò alla chiesa importanti fondi a Pavia, allora capitale del Regno d'Italia.
Nel 1010, il vescovo Alberico - già cancelliere (e cappellano) dell'imperatore Enrico II - promosse l'instaurazione di un'abbazia benedettina presso la basilica di Sant'Abbondio. L'istituzione dell'abbazia fu formalizzata tramite un documento del 1013 controfirmato dal patriarca di Aquileia Giovanni e da altri dieci vescovi riuniti in sinodo presso l'allora sede metropolitana in Friuli. Fra il 1050 ed il 1095, i benedettini riedificarono la basilica in stile romanico, portandola alle dimensioni attuali. A lavori non ancora del tutto ultimati, il 3 giugno 1095 la nuova basilica fu consacrata da papa Urbano II, dopo che il 16 maggio dello stesso anno il pontefice aveva confermato il possedimento benedettino con un'apposita bolla.
Nel corso del Duecento, l'ingresso principale della basilica venne dotato di un nartece a due livelli e tre navate, addossato alla facciata.
Nel XV secolo il monastero andò progressivamente in declino. A seguito delle dimissioni da abate del Capitolo del monastero da parte di Beltramo de Montono, papa Pio II optò per un'amministrazione in commenda del monastero e i relativi diritti. Fu così che, dal 1458 al 1460, il monastero fu un beneficio ecclesiastico del vescovo Giovanni Castiglione. Nel 1474, dopo il naufragio dell'ipotesi di un trasferimento di alcuni monaci provenienti dal monastero padovano di Santa Giustina, il convento benedettino di Sant'Abbondio venne soppresso. Un decreto di Sisto IV datato 1475 sancì l'assegnamento del monastero ad altri abati commendatari, per lo più non residenti come nel caso dei vescovi Giovanni Arcimboldi (1474) e Giovanni Giacomo Castiglioni (1496). Fu per iniziativa di alcuni di questi commendatari – prima il cardinale Gianpaolo della Chiesa, quindi il cardinale Tolomeo Gallio (1575) - che nel Cinquecento la basilica subì ristrutturazioni profonde, assumendo una veste classicheggiante, mentre tra il 1530 e il 1568 si avviava anche la costruzione del grandioso chiostro.
Nel 1570, i lavori operati dal Della Chiesa comportarono la demolizione del nartece di epoca medievale che precedeva la facciata.
Nel 1578, la chiesa rinnovata venne visitata dal vescovo Giovanni Francesco Bonomi.
Nel 1587 Tolomeo Gallio affidò a Giovanni Antonio Piotti una ristrutturazione in stile rinascimentale che comportò la demolizione di una tribuna interna, la realizzazione di una lunetta nel portale d'ingresso, la costruzione di nuove volte e l'ingrandimento delle monofore del coro.
Nel XVI secolo, Benedetto Giovio formulò una teoria - non suffragata da alcun reperto archeologico - secondo cui la basilica di Sant'Abbondio avrebbe ospitato la sede vescovile sino al 1013, quando il già citato Alberico avrebbe trasferito la cattedrale all'interno delle mura cittadine. È invece probabile che, quando nella prima metà del XV secolo l'Episcopio cittadino fu sottoposto a ristrutturazione, il vescovo di Como e il suo seguito siano stati temporaneamente ospitati presso il monastero di Sant'Abbondio.
Nel 1616 l'abate Marco Gallio vendette la chiesa, parte del monastero e alcuni terreni vicini alle monache agostiniane di San Tommaso di Civiglio e anche questa novità comportò nuovi interventi per adattare la chiesa alle necessità liturgiche della comunità monastica femminile, che nel 1624 si insediò in Sant'Abbondio. 
Nel 1669, le coperture del complesso e i due campanili vennero sottoposti a interventi di manutenzione.
Alla fine del 1783 il monastero fu definitivamente soppresso ma la chiesa, per la sua dedicazione al patrono della diocesi, non fu secolarizzata e divenne sussidiaria della parrocchiale della Santissima Annunciata.
Nel 1792, gli ambienti del vecchio monastero servirono da centro di accoglienza per gli sfollati di una serie di esondazioni del lago di Como. Quattro anni più tardi, la morte di Angelo Maria Durini sancì il termine della commenda e la secolarizzazione dei beni a questa appartenenti.
Dopo un lungo periodo di abbandono, nel 1834 l'ex-complesso monastico fu acquistato dal vescovo Carlo Romanò per farvi il seminario minore che erano stato istituito in via provvisoria presso la casa parrocchiale dela chiesa di Sant'Agostino. Gli edifici del vecchio monastero, ormai in grave stato di degrado, furono in parte demoliti e quindi ricostruiti su progetto dell'architetto neoclassico Giuseppe Tazzini. La demolizione e conseguente ricostruzione interessò prevalentemente quei corpi che formavano i lati occidentale e settentrionale del chiostro, che sul lato orientale e in (buona parte di) quello meridionale venne mantenuto sostanzialmente intatto. 
Nella seconda metà dell'Ottocento, l'ex-monastero fu utilizzato in più occasioni come lazzaretto per malati di colera, mentre durante la battaglia di San Fermo vi fu allestito un ospedale militare.
Negli anni 1876-1881 la sede dell'istituto fu ampliata lungo la via Regina, in direzione della Chiesa dei Santi Cosma e Damiano, grazie alla costruzione di un'ala nota come "manica lunga".
Dal 1863 don Serafino Balestra, insegnante presso il Seminario e studioso di archeologia e di epigrafia, promosse il restauro della basilica per restituirne la veste romanica; nel corso dei lavori furono rinvenute anche le fondazioni dell'edificio paleocristiano e quelle del nartece esterno, che era stato demolito nel corso del Cinquecento. Proprio sulla base di quello che un tempo fu il portico si fonda l'attuale facciata.  Il restauro del Balestra comportò, tra i vari interventi, la distruzione delle volte, il ribassamento del pavimento, la ricostruzione della tribuna fatta demolire da Tolomeo Gallio e la riedificazione del campanile di sinistra, il quale era crollato nel 1784 dopo essere già risultato monco al tempo di una visita pastorale operata da Feliciano Ninguarda (era infatti stato parzialmente demolito nel 1555). Vennero inoltre effettuate indagini archeologiche e cambiati alcuni capitelli (successivamente esposti al Museo Archeologico Paolo Giovio); alcune finestre della facciata furono chiuse, mentre si aprirono quelle delle navate.
Nel 1928 Antonio Giussani realizzò un nuovo restauro della chiesa, sostituendo tutti i vetri delle finestre, rifacendo le coperture delle navate, delle absidi e del coro, intonacando nuovamente pareti e volte e ricostruendo in marmo di Musso l'altare maggiore e gli altari collocati nelle absidi minori; al Giussani si deve anche un nuovo restauro del campanile di sinistra, avvenuto nel 1936. Altri interventi furono promossi negli anni Settanta del XX secolo
Nel 1965 la decisione di trasferire il Seminario vescovile a Muggiò si tradusse, nel 1968, in un nuovo abbandono e un rapido deterioramento di quella che era stata la sede del monastero. Acquistata nel 1974 dal Comune di Como, che, tra gli anni 1980 e i primi anni Duemila, ne ha curato il restauro e la riqualificazione, attualmente essa è la sede della facoltà di Giurisprudenza dell'Università degli Studi dell'Insubria.
La chiesa appartiene alla parrocchia della Santissima Annunciata - santuario del Santissimo Crocifisso, affidata ai Chierici regolari di Somasca.
Elenco dei rettori della basilica
- Mons. Alessandro Riva (1992-1999)
- Mons. Luciano Salvadè (1999-2008)
- Don Maurizio Mosconi (2008-2010)
- Mons. Renato Pini (2010-2013)
- Don Andrea Messaggi (2013-2021)
- Don Michele Pitino (2021-ad multos annos)

## Descrizione

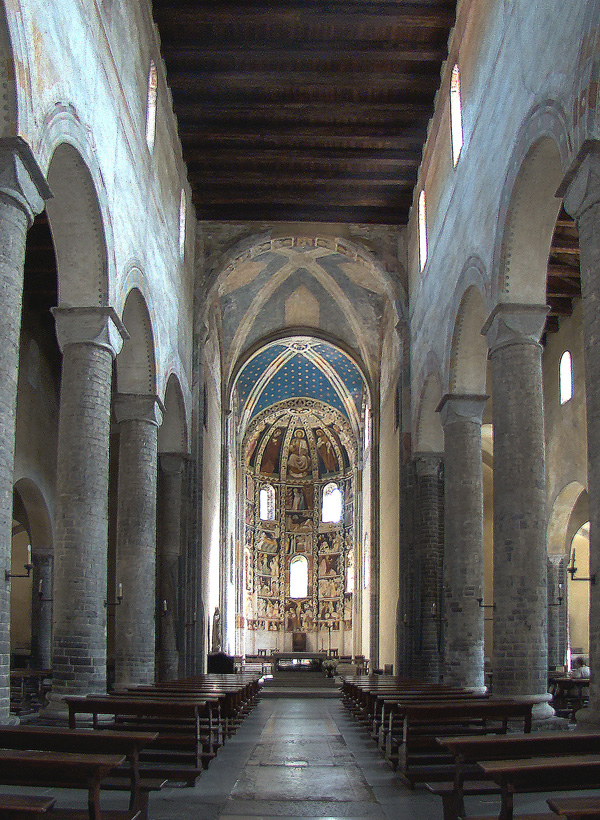
L'interno.

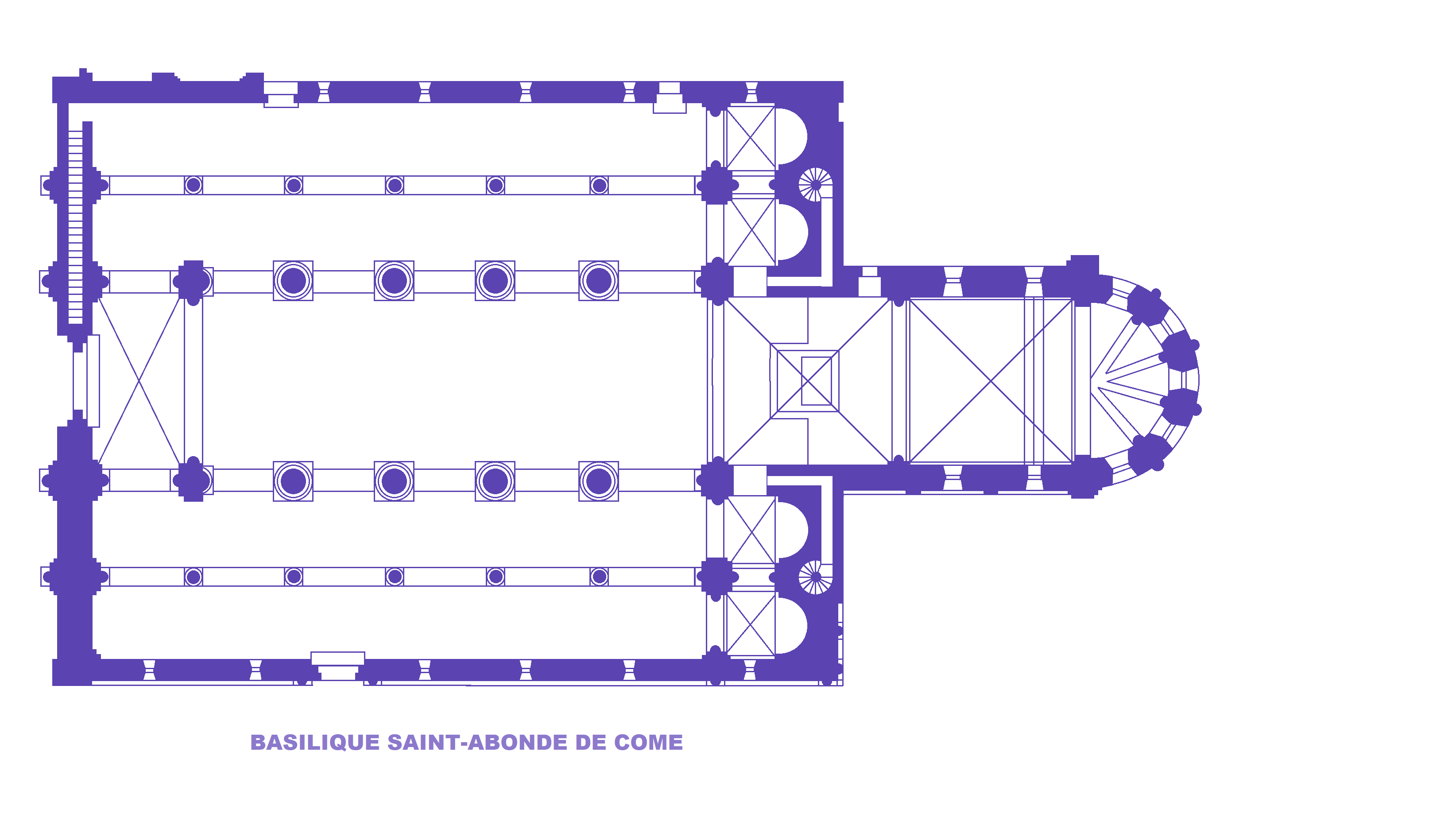
la pianta della chiesa

### Esterno
La prossimità della città alle vallate alpine - importanti vie di comunicazione con l'Oltralpe - ha garantito una reciproca influenza del romanico espresso al di qua e al di là delle Alpi: allo stesso modo si spiega il forte verticalismo dell'interno della basilica, che dimostra, peraltro, la vitalità - ancora agli inizi del II millennio - della tradizione tardo-antica, soprattutto nella facciata, in cui tanto i contrafforti quanto delle tozze semicolonne evidenziano la partizione interna delle 5 navate. Infatti, una delle caratteristiche peculiari della facciata della basilica comasca sono i suoi quattro salienti laterali. Si tratta di una soluzione piuttosto insolita e corrisponde alla struttura interna.
A sviluppare il senso di altezza e verticalità contribuiscono due notevoli campanili gemelli posti nella zona absidale, soluzione piuttosto comune nella zona renana ma eccezionale in Italia. 
Sui portali e intorno ad alcune delle finestre si trovano alcune sculture a motivi floreali, zoomorfi e geometrici, scolpite direttamente sulle pietre già disposte nella loro posizione finale.
Sulla facciata, coronata da archetti pensili, la parte inferiore delle lesene serviva un tempo come supporto per un nartece a due piani, costruito tra i secoli XII e XIV ma andato perduto in uno dei tanti interventi di rimaneggiamento occorsi nel corso dei secoli. Questo nartece era probabilmente simile a quello della basilica milanese di San Simpliciano.

### Interno
Presenta una pianta molto semplice, rettangolare senza transetto, divisa in cinque navate con un presbiterio caratterizzato da profonda abside, La navata centrale è delimitata da quattro pilastri e da grandi colonne composte con conci di pietra piuttosto piccoli; altre colonne delimitano le navate laterali. Una notevole varietà caratterizza i capitelli, da quelli semplici che richiamano forme geometriche basilari: il cubo e la sfera (forse dovuti a una fase dei tanti restauri) a quelli corinzi o a quelli decorati con motivi liberi. Una delle colonne si differenzia da tutte le altre per essere fatta in marmo cipollino e non granito.
La chiesa ospita poi bassorilievi romanici e, sia nel presbiterio sia nell'area destinata all'organo, una serie completa di affreschi della metà del Trecento. 
Sotto l'altare maggiore si conservano le reliquie del patrono, raffigurato anche in una statua del 1490 attribuita a Cristoforo Solari. Lo stesso altare conserva ed espone anche alcune reliquie dei santi Console ed Esuperanzio (due tra i quindici santi vescovi di Como sepolti all'interno della basilica).
La pianta delle strutture della basilica paleocristiana, scoperte durante i lavori di restauro avviati nel 1863, è evidenziata da una fascia di lastre di marmo scuro realizzata nel pavimento, mentre in corrispondenza delle antiche aperture è posto del marmo chiaro.
Sulla cantoria in controfacciata è collocato l'organo Mascioni op.733, costruito nel 1956.
Lo strumento consta di due tastiere, 15 registri ed è a trasmissione elettrica.

#### Affreschi del presbiterio

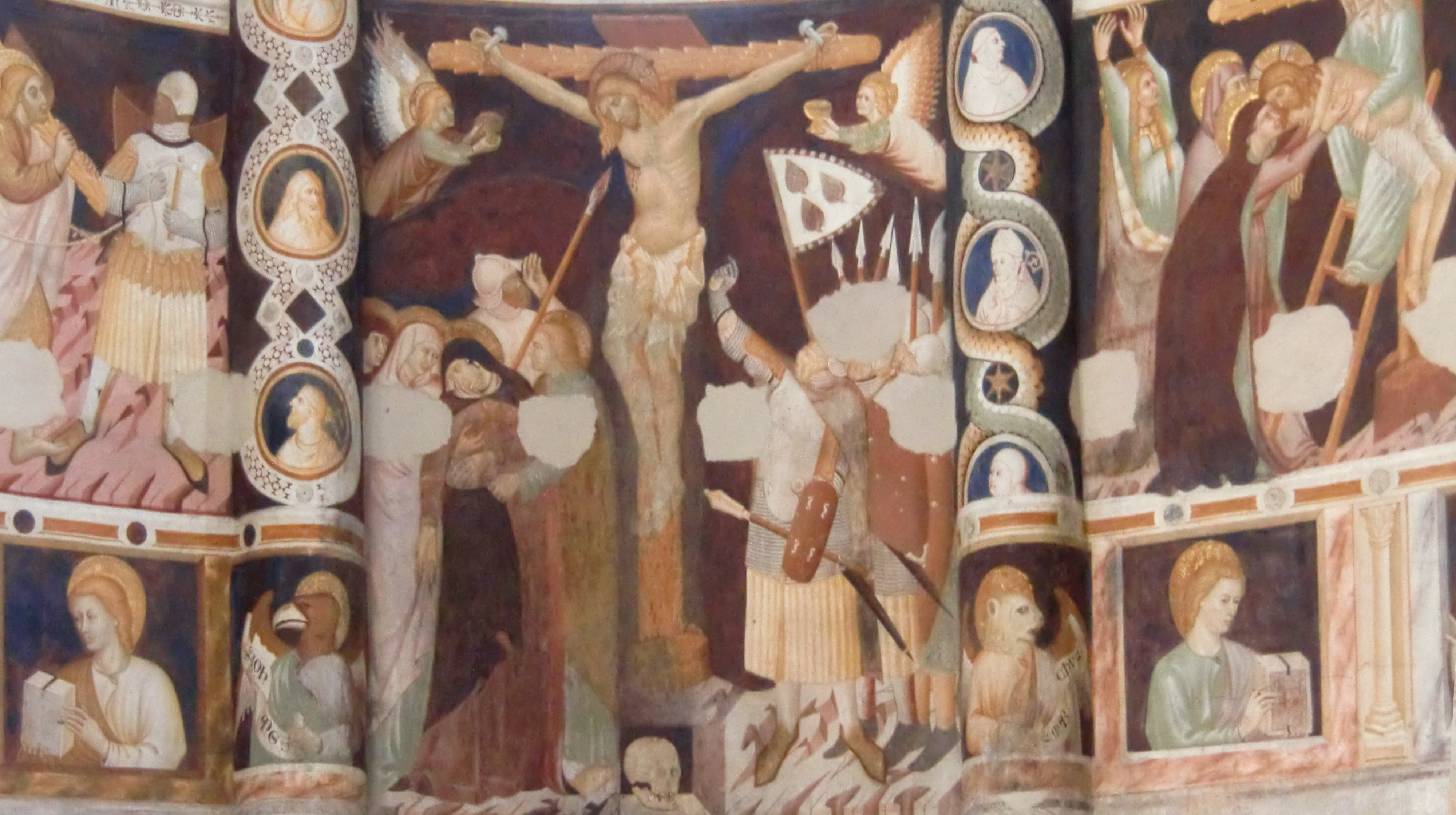
Scena della Crocifissione

Gli affreschi che adornano il presbiterio costituiscono uno dei cicli pittorici più integri del primo Trecento in Lombardia. Realizzati da un artista anonimo, questi affreschi rimandano allo stile di analoghe pitture presenti a Siena e in Umbria. 
Il programma iconografico inizia nell'arco trionfale che porta al presbiterio affrescato con la usuale rappresentazione dell'Annunciazione e figure di santi poste nel sottarco; la volta della prima campata (ormai scarsamente visibile) reca tracce di un cielo stellato e di quattro troni sui quali erano verosimilmente assisi i Dottori della Chiesa. 
Nell'arco che precede il catino absidale troviamo un Cristo benedicente affiancato da due Arcangeli e, racchiusi in otto tondi, figure di Patriarchi, Profeti ed altri santi nel sottarco. Il catino absidale presenta una raffigurazione della Deesis (Cristo benedicente tra la Madonna e Giovanni Battista) con ai lati le immagini di San Pietro e di San Paolo. Il programma iconografico prosegue sul cilindro dell'abside, diviso in cinque bande da quattro semicolonne, con venti episodi della vita di Gesù (che mostrano due temi cristologici: la Natività di Gesù, in alto, e la sua Passione, in basso). Nella fascia inferiore troviamo, a fianco dell'episodio delle Crocifissione, figure di  Apostoli ed il Tetramorfo (simboli degli evangelisti). Le immagini presenti sulle lesene e sulle semicolonne che separano gli episodi della vita di Gesù rendono alquanto complesso il programma decorativo con le figure dei re e dei profeti, degli apostoli, dei vescovi e dei dottori della Chiesa e una miriade di personaggi minori, assieme ad animali e figure fantastiche di gusto medievale. 
La volta del coro ha un cielo stellato dipinto con polvere di lapislazzuli.
Non si conosce l'autore dell'importante ciclo di affreschi, convenzionalmente chiamato "Maestro di Sant'Abbondio". Studi recenti collocano quest'opera tra il 1315 e il 1324 durante l'episcopato del vescovo francescano Leone Lambertenghi, committente dell'opera e fratello di Benno, abate di Sant'Abbondio.
Nella esecuzione delle scene riguardanti la vita di Gesù l'artista si connota per un linguaggio capace di unire il ritmo pacato del racconto con l'attenzione naturalistica ai dettagli degli abbigliamenti, che offrono uno interessante spaccato sui costumi del tempo.

### Altro
In adiacenza alla chiesa trovano posto gli spazi dell'ex-monastero, del quale si conserva parte del chiostro originario con alcune sale affrescate. Nella cosiddetta "manica lunga", edificata nel periodo in cui l'ex-monastero ospitava il seminario minore di Como, si conserva un sarcofago di epoca romana.

## Galleria d'immagini

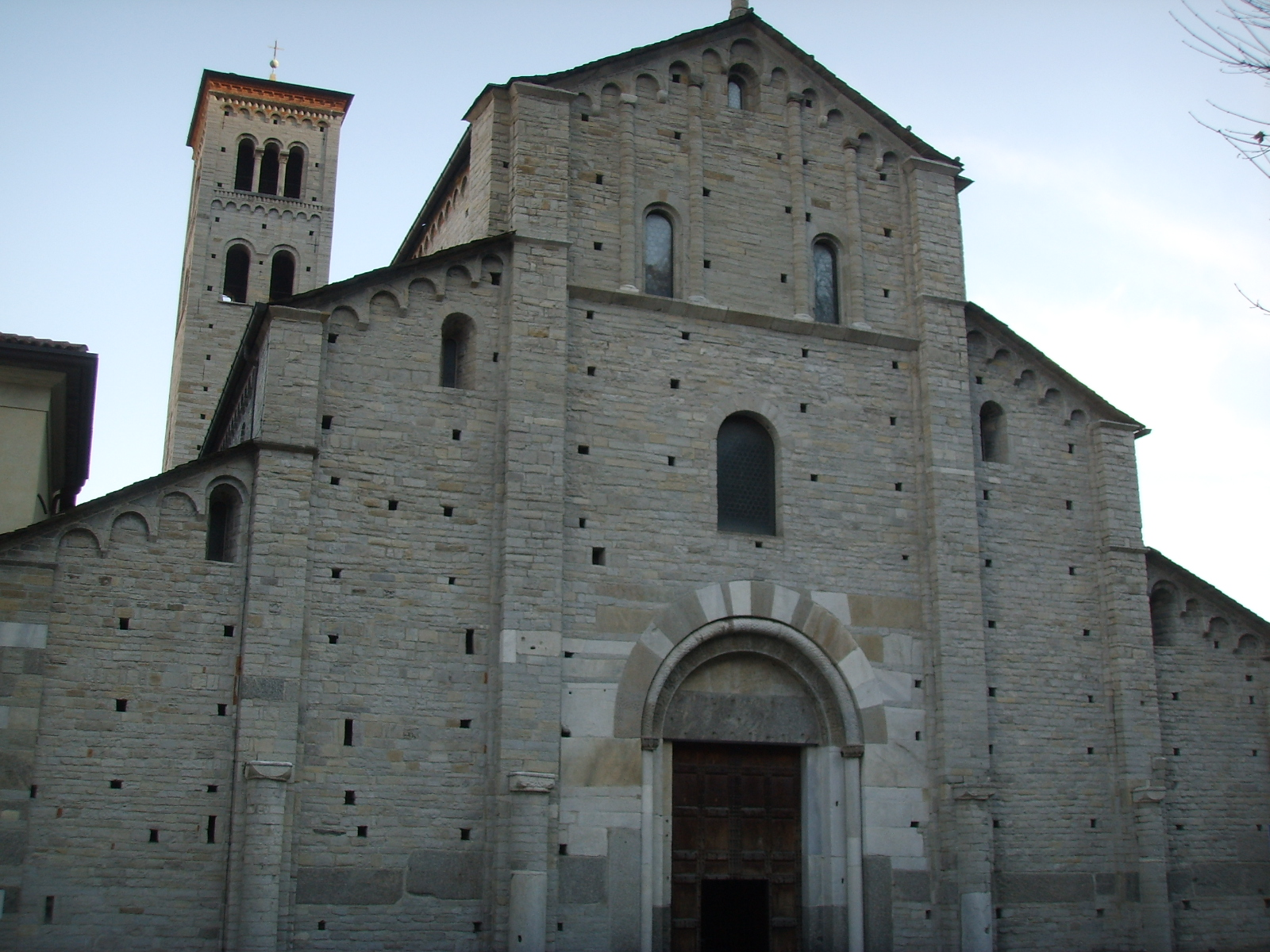
Facciata
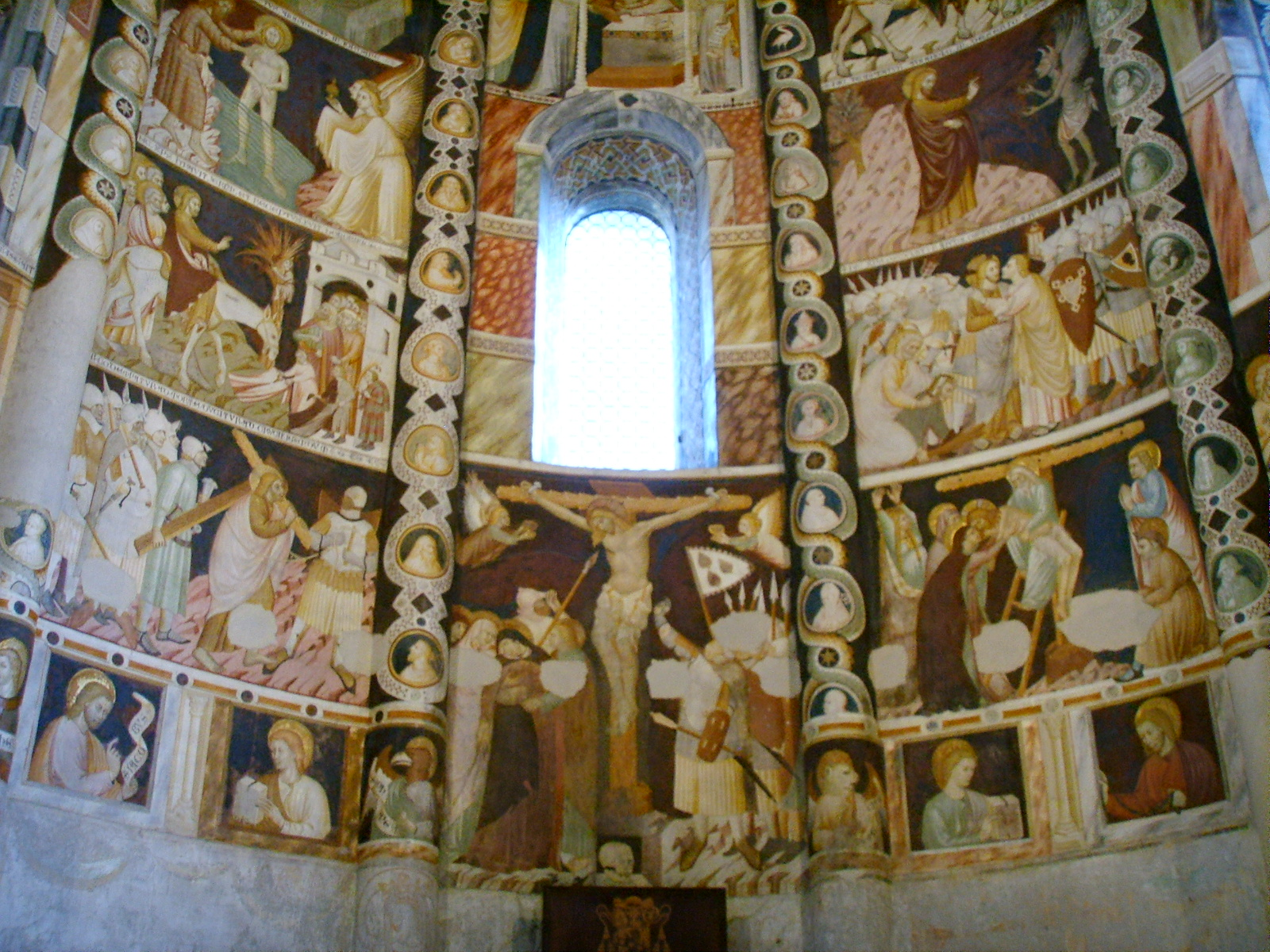
Affreschi nell'abside
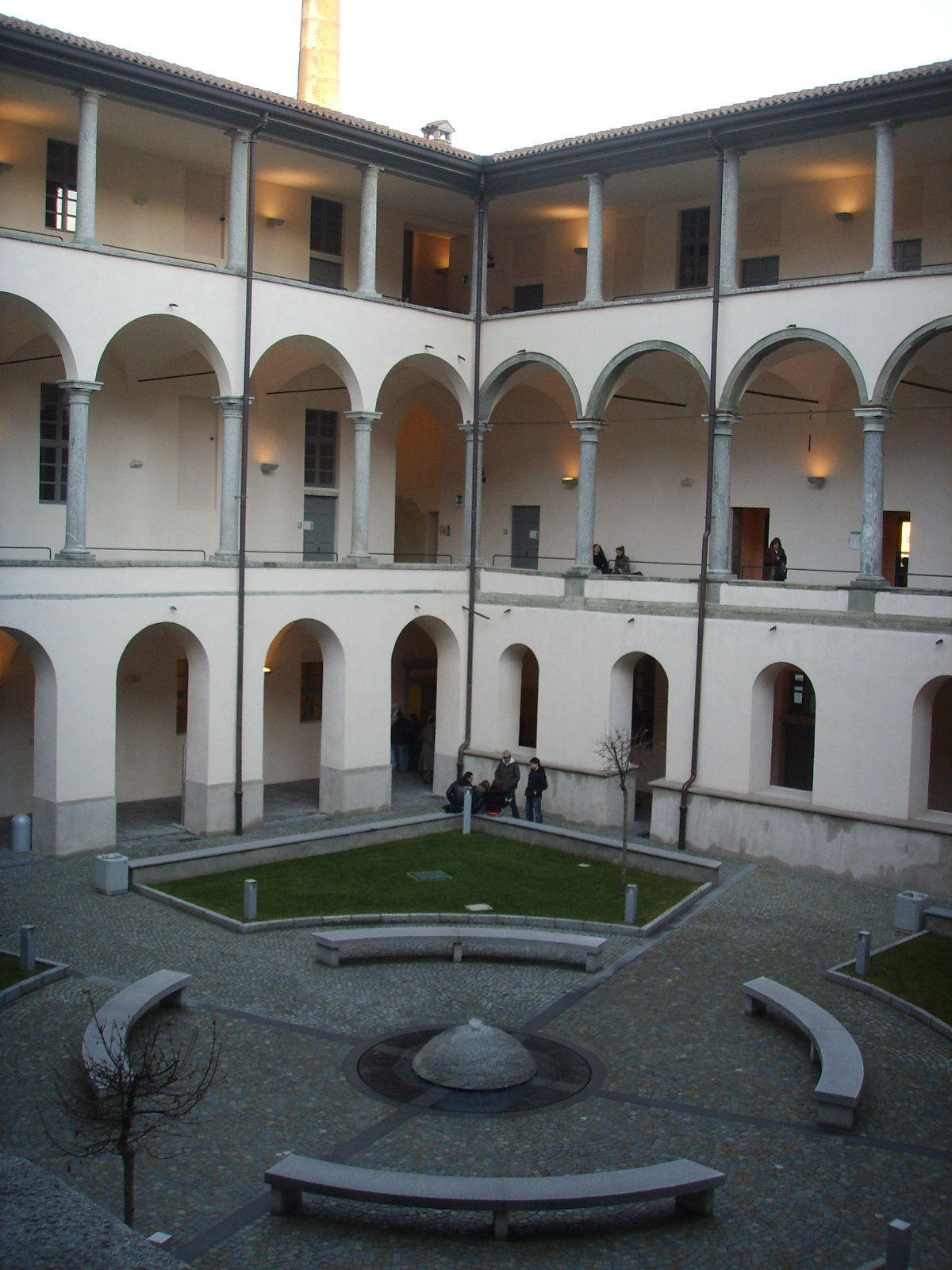
Il chiostro
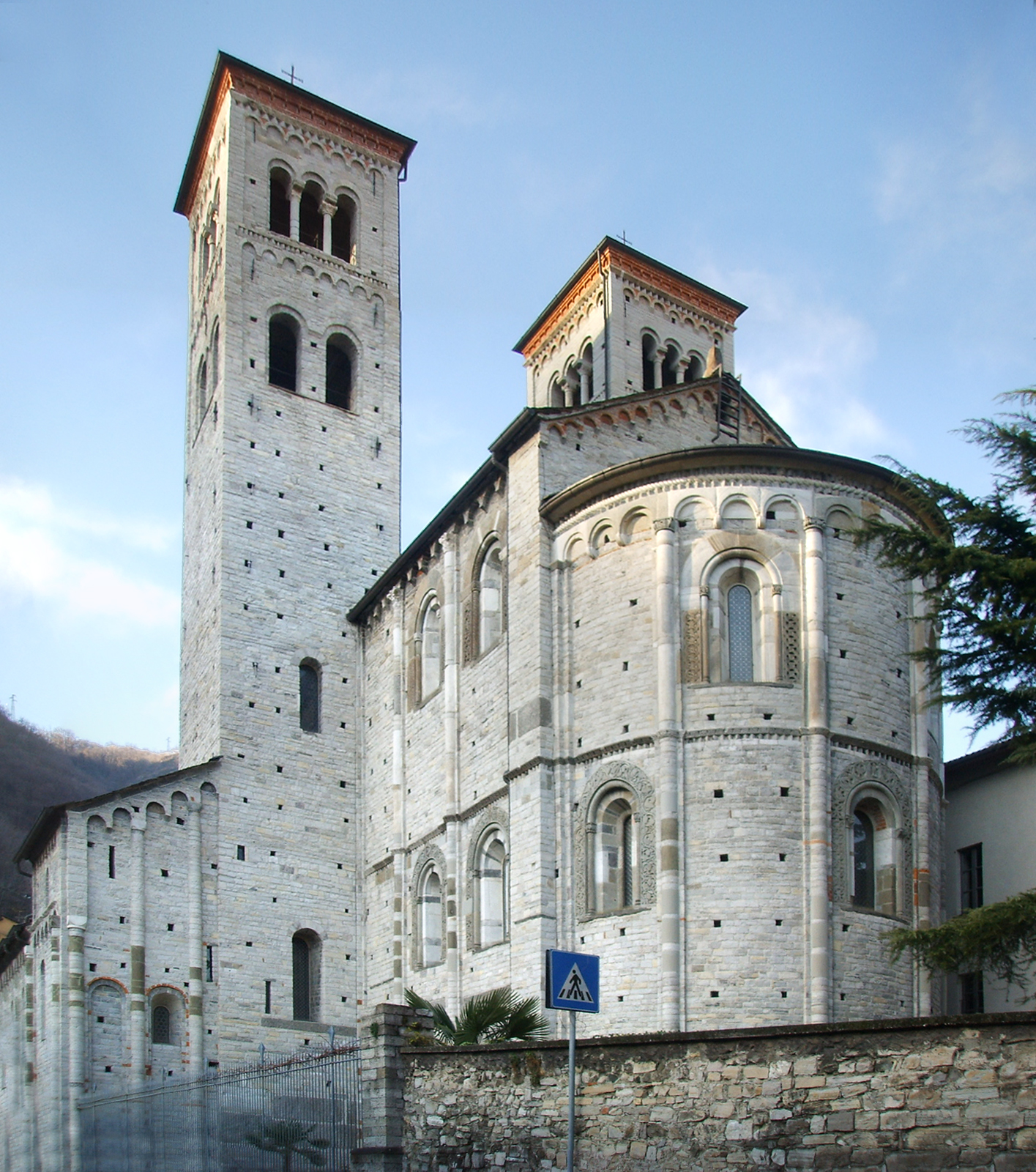
Veduta absidale
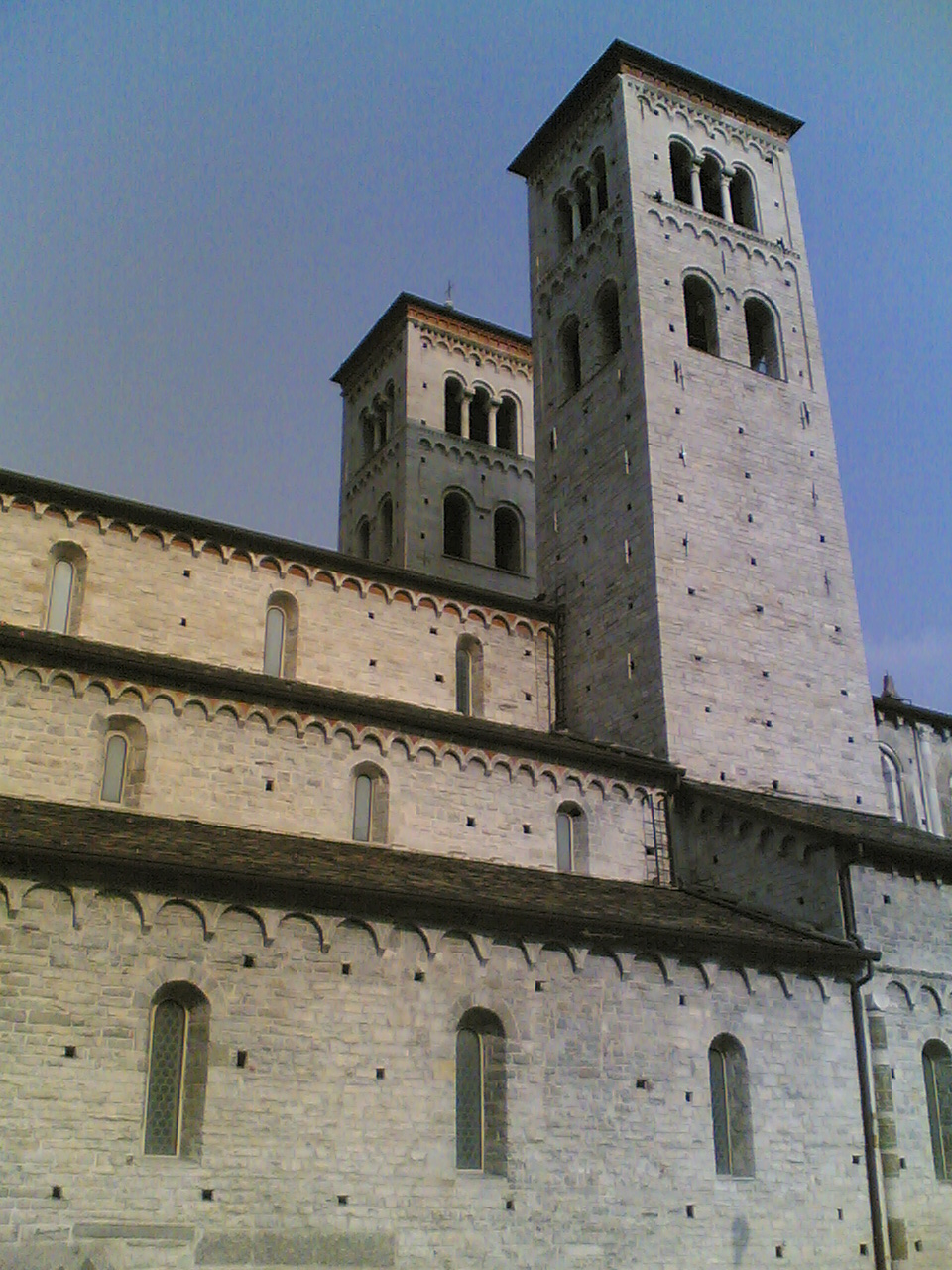
I campanili
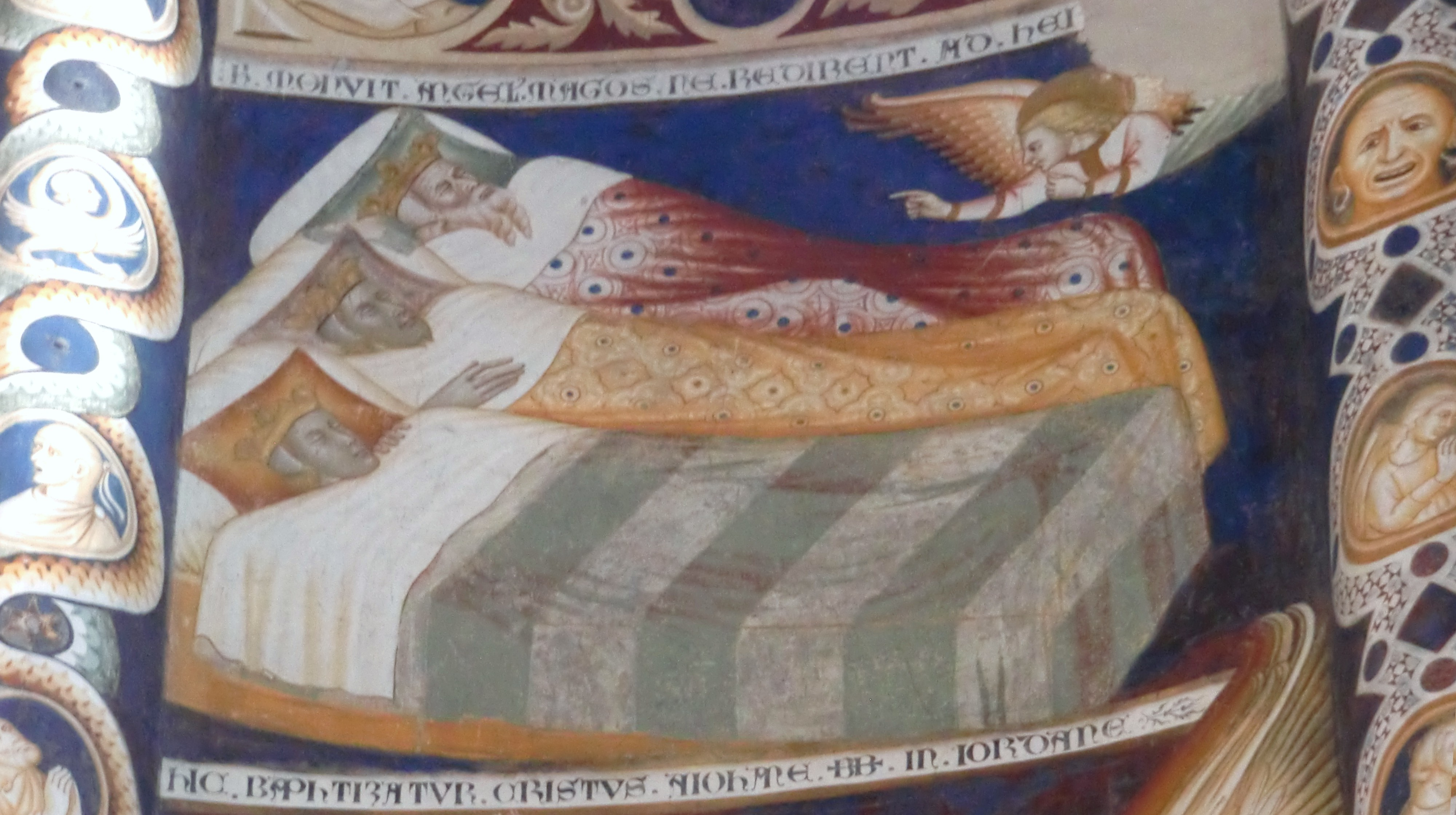
Affreschi dell'abside, I Re Magi svegliati dall'angelo
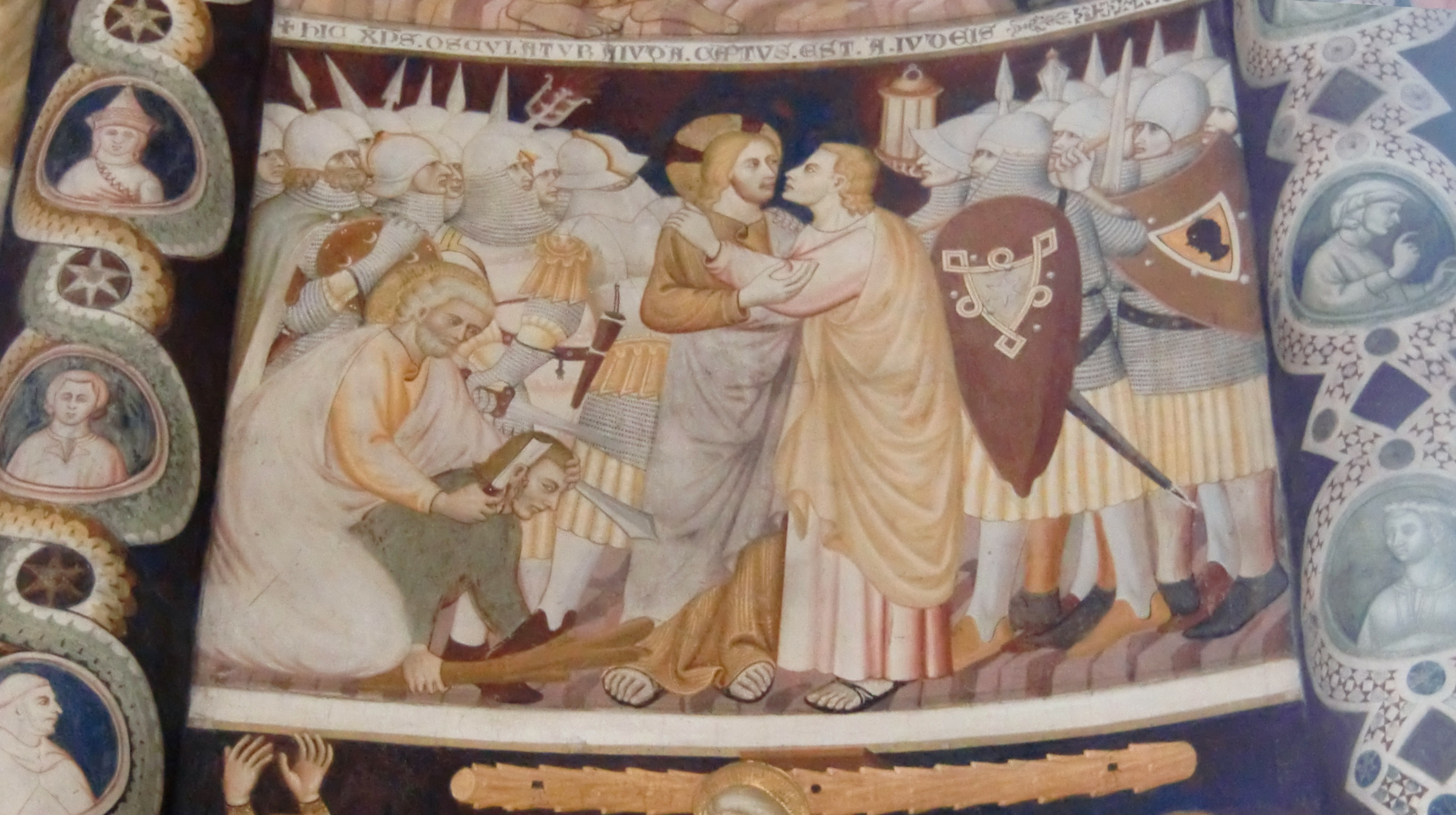
Affreschi dell'abside, Bacio di Giuda
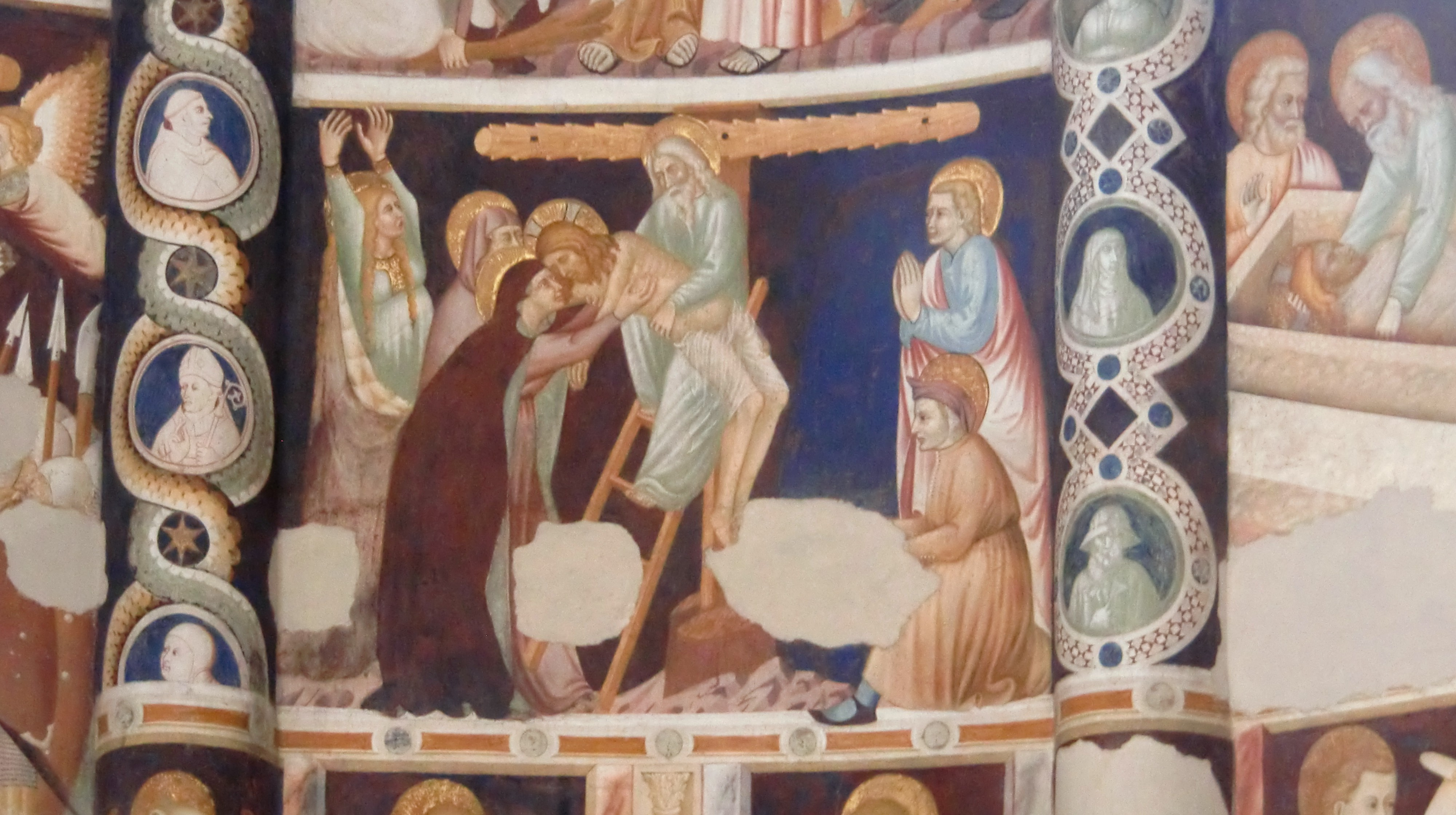
Affreschi dell'abside, Deposizione dalla croce
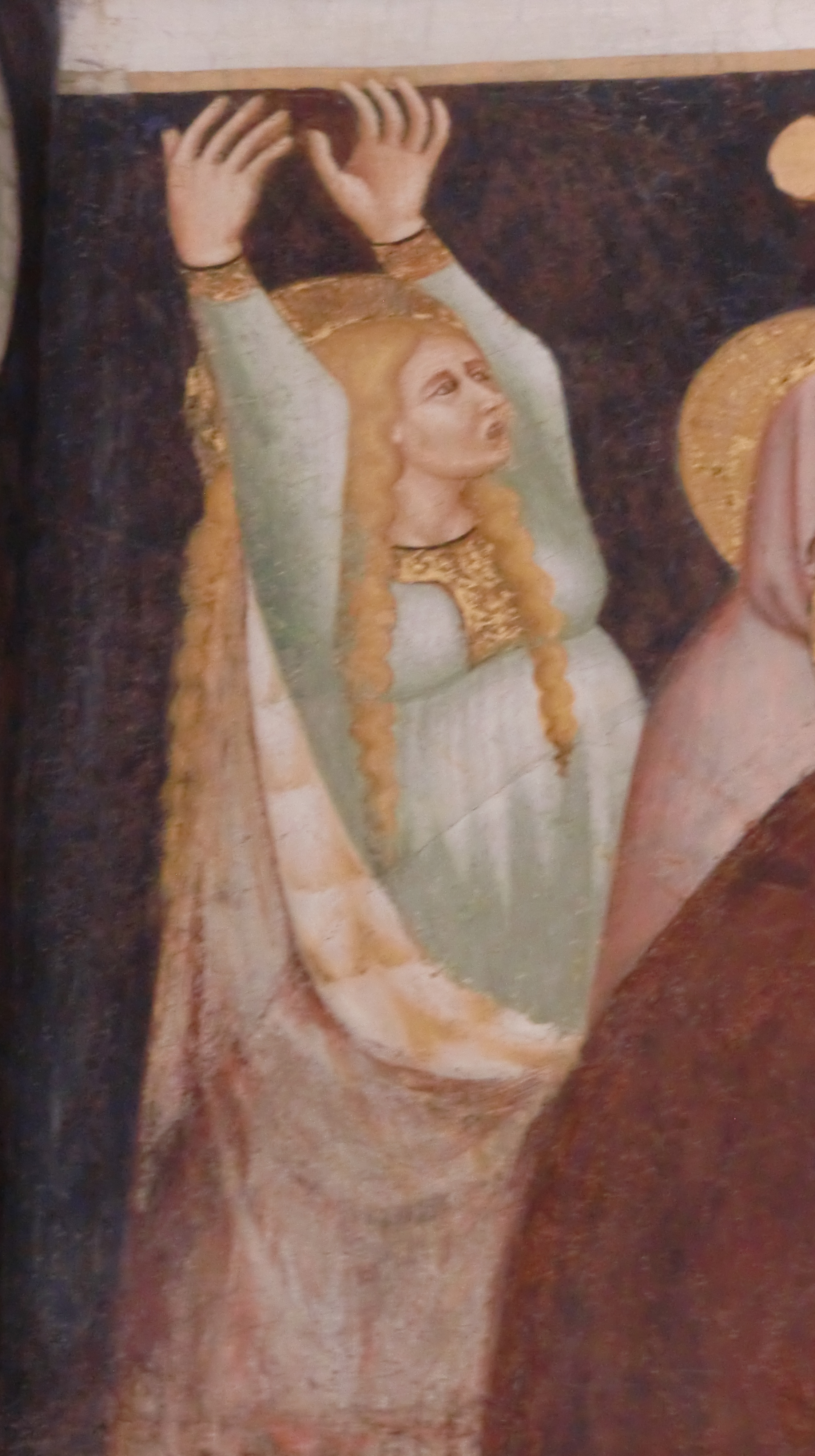
Affreschi dell'abside, Deposizione dalla croce (particolare della Maddalena)
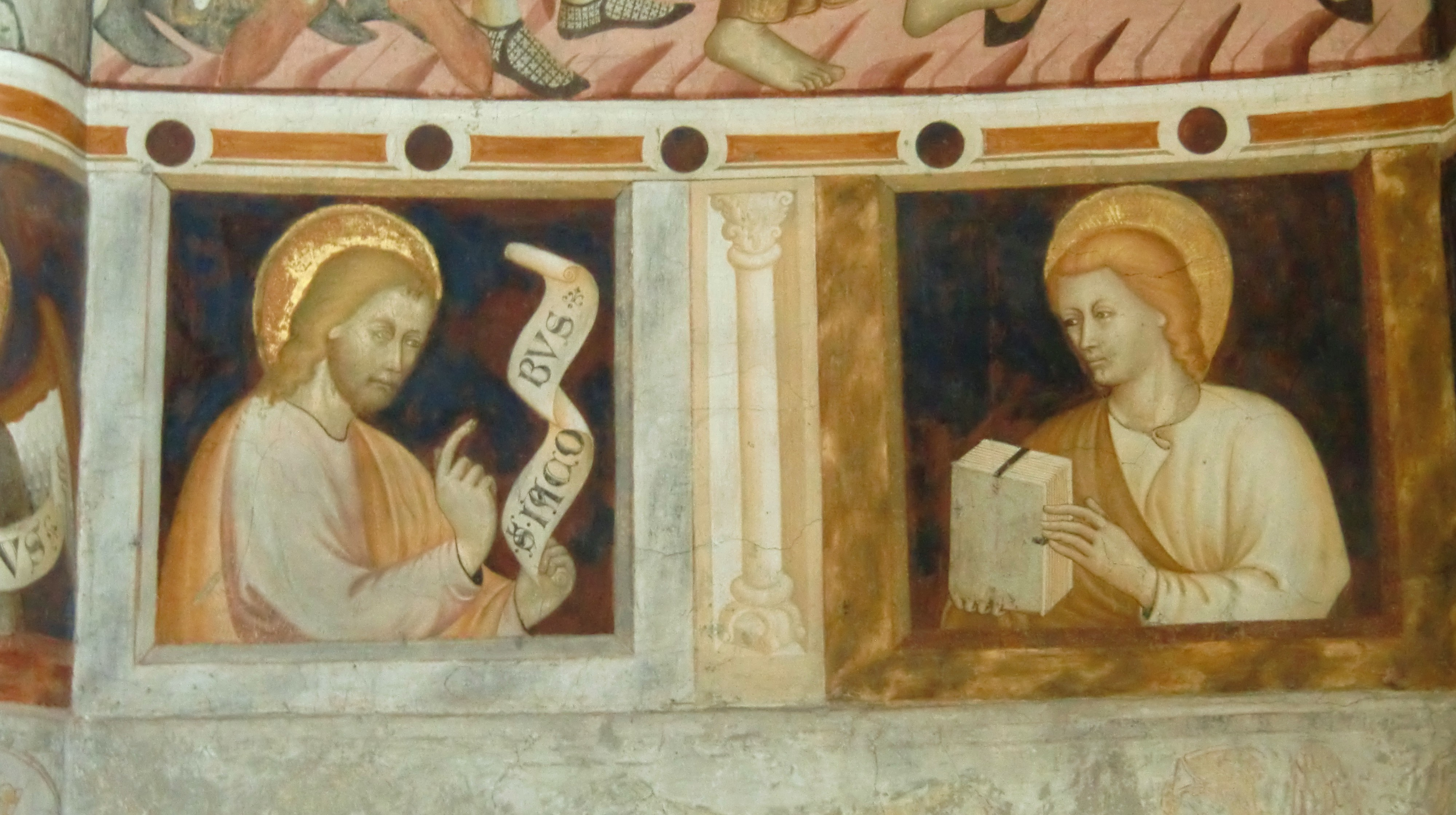
Affreschi dell'abside, Figure di Apostoli